# Коновалов, Михаил Васильевич
Михаил Васильевич Коновалов (10 марта 1919, Шадринский уезд, Пермская губерния — 27 марта 1944, Николаев) — Герой Советского Союза, участник «десанта Ольшанского», заместитель командира отделения автоматчиков 384-го отдельного батальона морской пехоты Одесской военно-морской базы Черноморского флота, старшина второй статьи.

## Биография
Михаил Васильевич Коновалов родился 10 марта 1919 года в крестьянской семье в селе Дубасовском (Савинковском) Бугаевской волости Шадринского уезда Пермской губернии, в то время территория уезда была под контролем белогвардейского Российского государства. Решением Курганского облисполкома № 79 от 24 февраля 1964 года деревня Дубасова Бугаевского сельсовета Далматовского района Курганской области исключена как сселившаяся; ныне территория деревни входит в Катайский муниципальный округ Курганской области. Русский.
После окончания начальной школы работал в колхозе учётчиком, потом трактористом в МТС.
В Пограничных войсках НКВД с декабря 1940 года. Окончил морскую пограничную школу в Ленинграде, получил специальность моториста. Служил на Черноморском флоте в 1-м гвардейском зенитном артиллерийском полку, затем учился в электромеханической школе Учебного отряда морских пограничных частей в Анапе.
Участник Великой Отечественной войны с июня 1941 года. Сражался при обороне Одессы и Севастополя. В мае 1943 года старшина 2-й статьи Коновалов был направлен в сформированный 384-й отдельный батальон морской пехоты Черноморского флота.
Осенью 1943 года участвовал в десантных операциях в города Азовского побережья: Таганрог, Мариуполь, Осипенко (ныне Бердянск). За отличия в боях был награждён орденом Славы 3-й степени. Затем были бои на Кинбурнской косе, освобождение посёлков Херсонской области Александровка, Богоявленское (ныне Октябрьский) и Широкая Балка.
Кандидат в члены ВКП(б).

## Подвиг

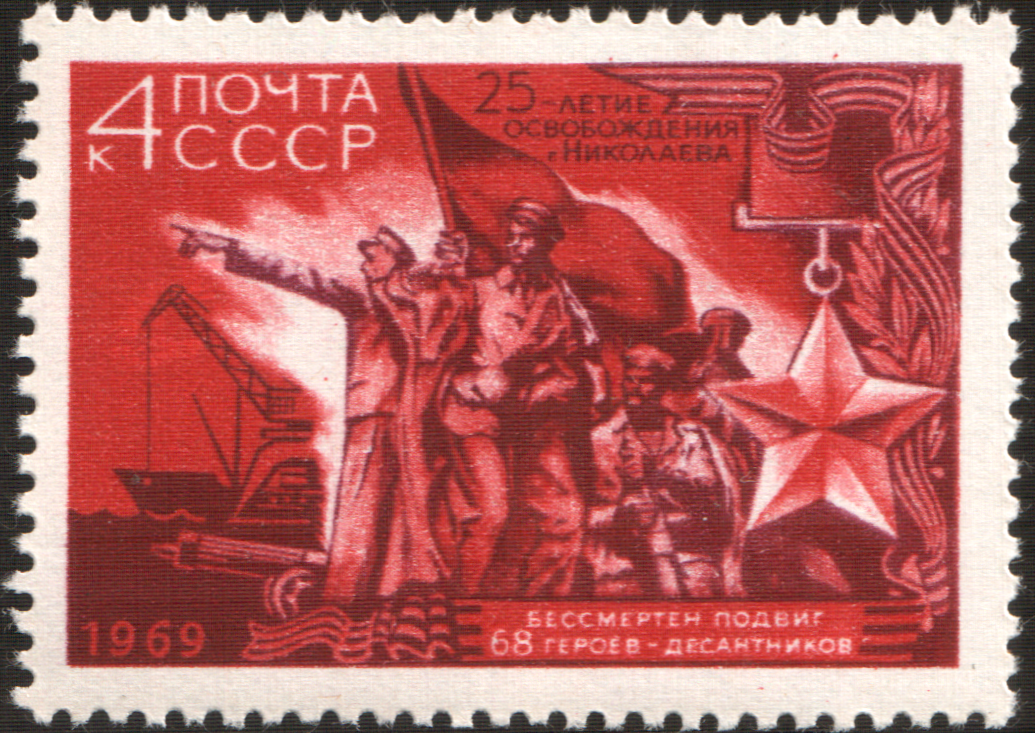
Почтовая марка СССР 25-летие освобождения Николаева от фашистской оккупации. Памятник освободителям города.

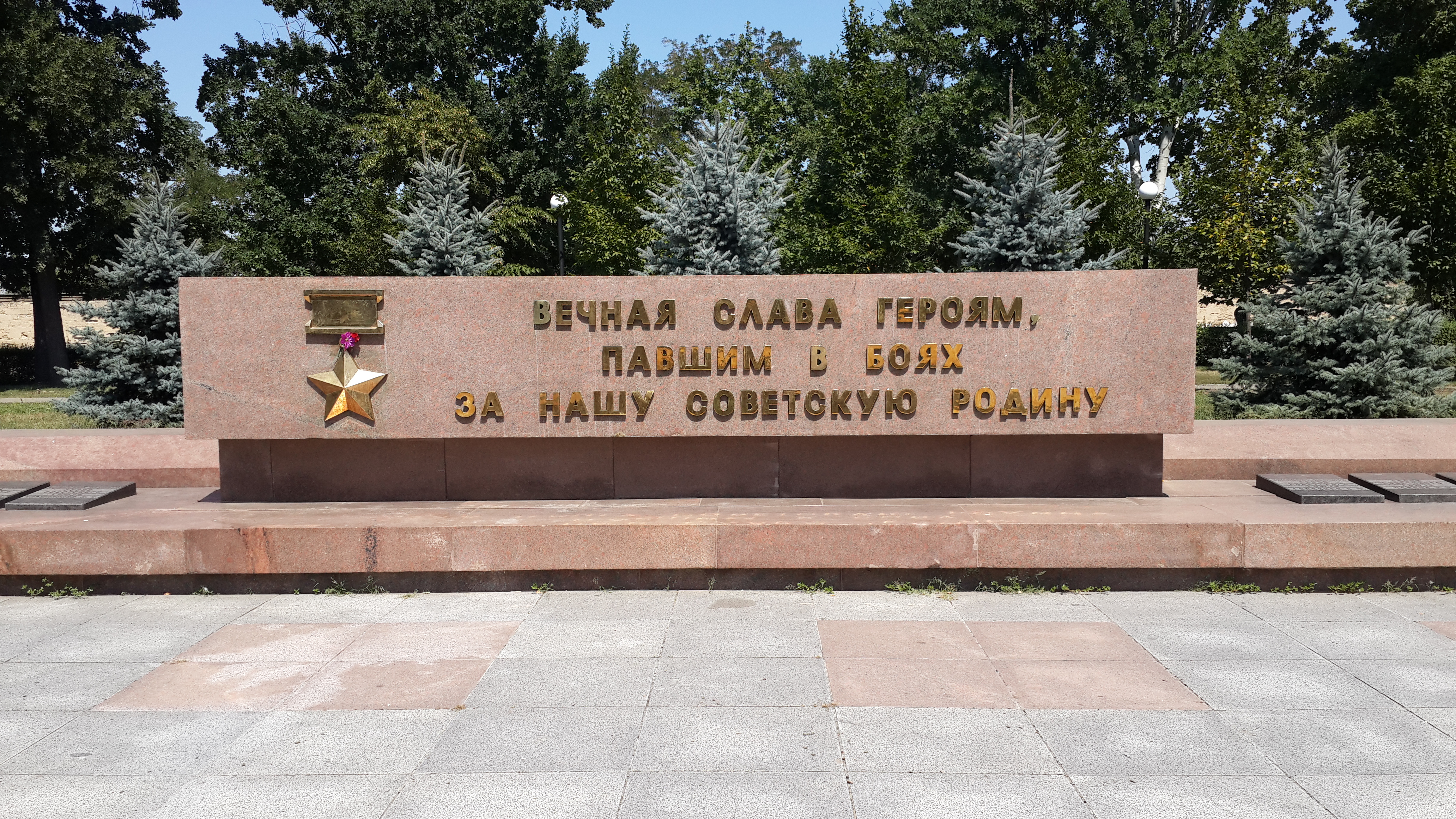
Мемориальный комплекс на братской могиле участников десанта Ольшанского.

Во второй половине марта 1944 года войска 28-й армии начали бои по освобождению города Николаева. Чтобы облегчить фронтальный удар наступающих, было решено высадить в порт Николаев десант. Из состава 384-го отдельного батальона морской пехоты выделили группу десантников под командованием старшего лейтенанта Константина Ольшанского. В неё вошли 55 моряков, 2 связиста из штаба армии и 10 сапёров. Проводником пошёл местный рыбак А. И. Андреев. Одним из десантников был старшина 2-й статьи Коновалов.
В 4 часа 15 минут 26 марта 1944 года морские пехотинцы скрытно высадились в торговом порту города Николаева Округа Николаев (укр. Миколаївський ґебіт) Генерального округа Николаев (укр. Генеральна округа Миколаїв) Рейхскомиссариата Украина, ныне город — административный центр Николаевской области Украины. Двое суток отряд вёл кровопролитные бои, отбил 18 ожесточённых атак противника, уничтожив при этом до 700 солдат и офицеров врага. Во время последней атаки фашисты применили танки-огнемёты и отравляющие вещества. Но ничто не смогло сломить сопротивление десантников, принудить их сложить оружие. Они с честью выполнили боевую задачу.
28 марта 1944 года советские войска освободили Николаев. Когда наступающие ворвались в порт, им предстала картина происшедшего здесь побоища: разрушенные снарядами обгорелые здания, более 700 трупов фашистских солдат и офицеров валялись кругом, смрадно чадило пожарище. Из развалин конторы порта вышло 6 уцелевших, едва державшихся на ногах десантников, ещё 2-х отправили в госпиталь. В развалинах конторы нашли ещё четверых живых десантников, которые скончались от ран в этот же день. Пали все офицеры, старшины, сержанты и многие краснофлотцы. Погиб от взрыва вражеской гранаты при отражении 17-й атаки старшина 2-й статьи М. В. Коновалов.
Похоронен в братской могиле в Сквере им. 68 Десантников города Николаева Николаевской области Украинской ССР, ныне Украина.
Весть об их подвиге разнеслась по всей армии, по всей стране. Верховный Главнокомандующий приказал всех участников десанта представить к званию Героя Советского Союза.
Указом Президиума Верховного Совета СССР от 20 апреля 1945 года за образцовое выполнение боевых заданий командования на фронте борьбы с немецкими захватчиками и проявленные при этом отвагу и геройство старшине 2-й статьи Коновалову Михаилу Васильевичу было присвоено звание Героя Советского Союза (посмертно).

## Награды
- Герой Советского Союза, 20 апреля 1945 года[1]
  - Орден Ленина
  - Медаль «Золотая Звезда»
- Орден Славы III степени, 1 февраля 1944 года[2]

## Память

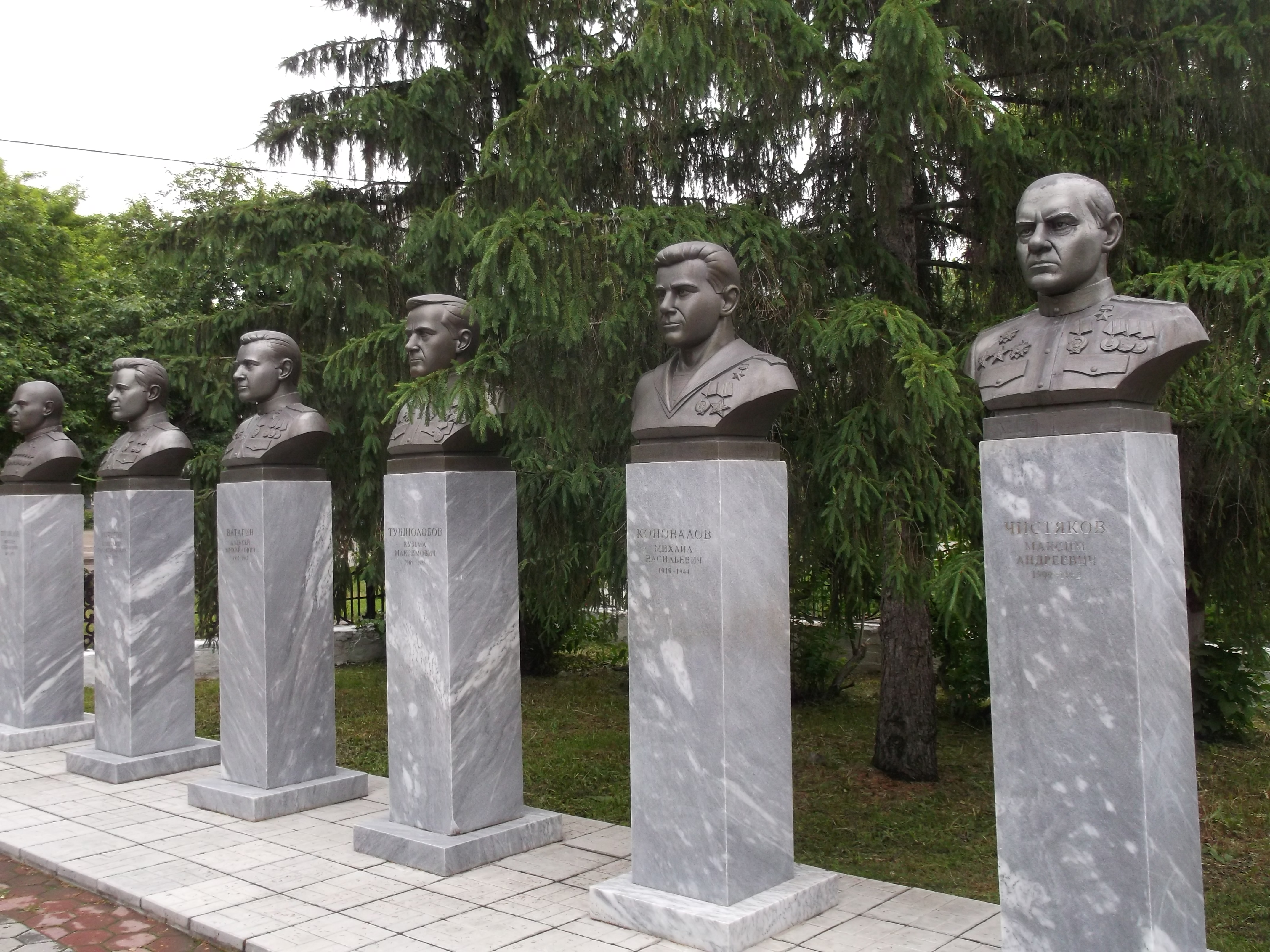
Мемориал «Аллея Славы», г. Катайск. М. С. Шумилов, А. Г. Анчугов, А. М. Ватагин, К. М. Тушнолобов, М. В. Коновалов, М. А. Чистяков.

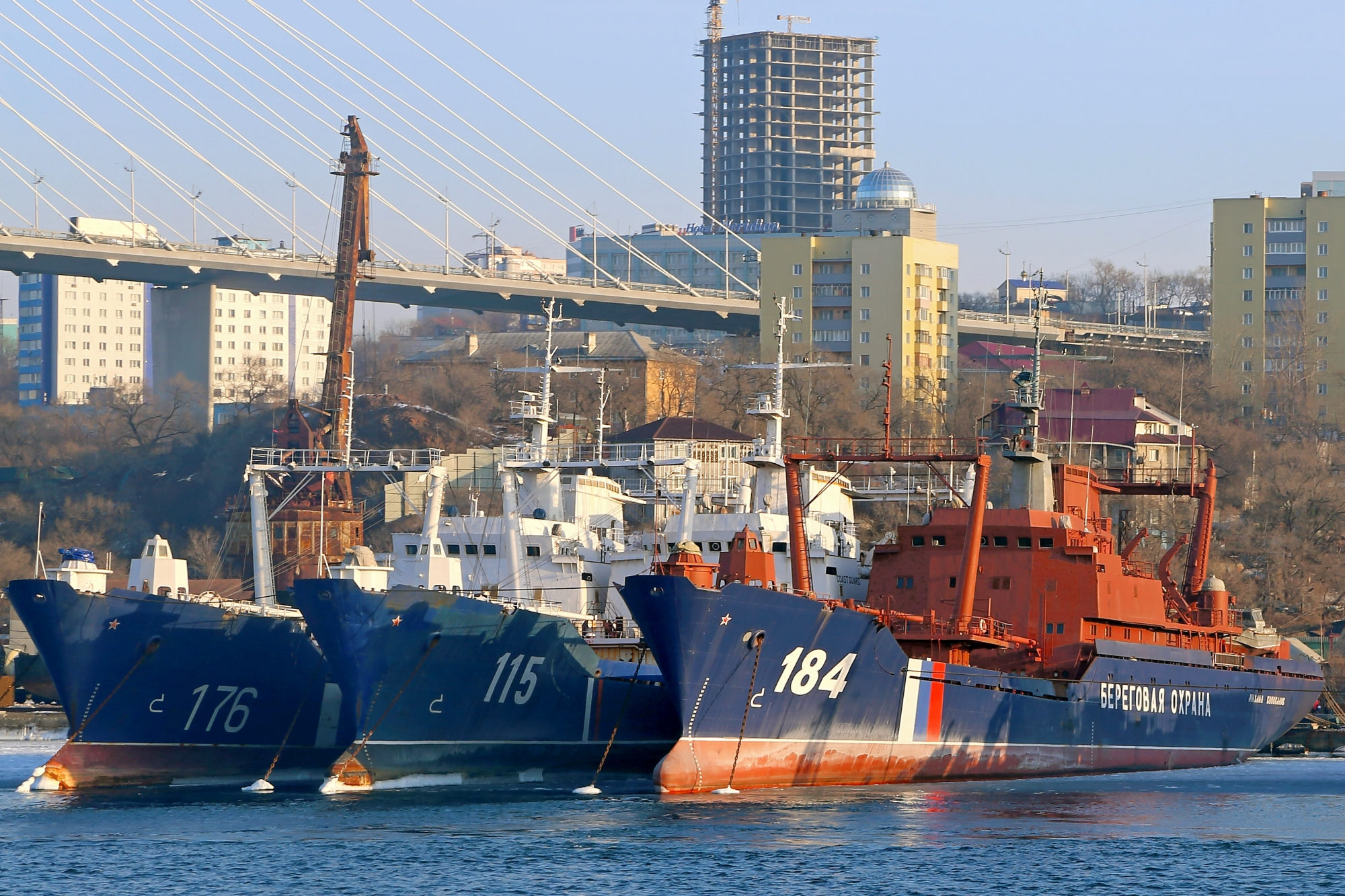
Корабль Береговой охраны № 184 «Михаил Коновалов».

- Улица 68 Десантников в городе Николаеве.
- Народный музей боевой славы моряков-десантников в городе Николаеве.
- Памятник установлен в сквере имени 68-ми десантников (укр. Сквер 68-ми десантників (Миколаїв)) города Николаева.
- В посёлке Октябрьском (ныне Богоявленский исторический район в Корабельном районе Николаева) на берегу Бугского лимана, откуда уходили на задание десантники, установлена мемориальная гранитная глыба с памятной надписью.
- Приказом председателя КГБ при Совете Министров СССР от 23 мая 1978 года (или от 27 марта 1980 года[3]) имя Героя присвоено пограничному сторожевому кораблю специального назначения (Проект 1595, шифр «Певек»; классификация НАТО: Neon Antonov class). 14 июля 1981 года корабль 2 ранга ПСКР «Михаил Коновалов», построенный Николаевским-на-Амуре судостроительным заводом (зав. № 1706), вошёл в состав Краснознамённого Тихоокеанского пограничного округа (впоследствии ПСКР переклассифицированы в пограничные корабли снабжения, затем переклассифицированы в пограничные корабли обеспечения)[4].
- Установлен бюст в селе Ясная Поляна Далматовского района Курганской области (9 января 1969 года Бугаевский сельсовет был переименован в Яснополянский сельсовет).
- Весной 2011 года, накануне Дня Победы, в городе Катайске, на территории мемориального комплекса, возведенного в память земляков-участников гражданской и Великой отечественных войн, был установлен бюст[5].
- В 2015 году в рамках масштабного проекта Российского военно-исторического общества при поддержке Правительства Курганской области память Героя увековечена в мемориальной доске, установленной в МКОУ «Яснополянская основная общеобразовательная школа» Далматовского района[6].
- 1 мая 2015 года по инициативе редакции районной газеты «Далматовский вестник» на Аллее Героев (заложена 9 мая 1984 года) в городском парке города Далматово были посажены березки. У каждой березки установлена табличка-обелиск с именем Героя. Среди них М. В. Коновалов[7].
- В 2019—2020 годах по инициативе депутата Курганской областной Думы Федора Ярославцева на Аллее Героев в городском парке города Далматово установлены 14 бюстов Героев. Бюсты героев были вылеплены из глины шадринским скульптором Александром Сергеевичем Галяминских. А отлиты на средства спонсоров — предпринимателей и организаций района. Среди них бюст М. В. Коновалова. Открытие было приурочено к 75-летию Победы 9 мая 2020 года[8].